# Runenstein von Tu
Der Runenstein von Tu (N 228) stammt aus dem kleinen Dorf Tu nördlich von Bryne, westlich von Stavanger in der Fylke Rogaland in Norwegen. Der ursprüngliche Standort des Runensteins aus Amphibolit ist unbekannt. 1835 wurde er an das Museum in Bergen geliefert, ist aber nicht im Museum ausgestellt.
Der in fünf Teile geteilte Runenstein wurde rekonstruiert. Der Stein ist etwa 2,15 Meter hoch, 40 cm breit und 17 cm dick. Die Inschrift im jüngeren Futhark wurde auf 900–1000 n. Chr. datiert. Sie befindet sich an einer der Schmalseiten des Steins. Die Oberfläche weist übereinanderliegend die stilisierten Bilder eines Mannes und einer Frau auf. Im gleichen Gebiet wurde eine Reihe von Guldgubbe (Plural guldgubbar), dünnen Goldplättchen gefunden, die Männer und Frauen zeigen, allerdings nebeneinander und nicht wie auf dem Stein.
Die Runeninschrift lautet: „Helge errichtete diesen Stein zum Gedenken an Ketil, seinen Bruder.“